# Anthony Merry
Anthony Merry, född den 2 augusti 1756, död den 14 juni 1835, var en brittisk diplomat.  
Merry, som var son till en vinhandlare i London, tjänstgjorde på olika poster i Europa mellan 1783 och 1803, mestadels konsulära. Han var chargé d'affaires i Madrid 1796 och i Köpenhamn 1799 samt minister ad interim i Paris 1802. 
Därefter blev han brittisk ambassadör i Förenta Staterna med stationering i Washington från 1803 till 1806. Han kände sig inte välkommen, vilket fick honom att agera mot den amerikanska regeringen. Detta ledde till att han återkallades av Charles James Fox, som fann hans diskussioner med Aaron Burr mindre lämpliga.
Merry förväntade sig inte att bli erbjuden någon ny tjänst, men redan 1807 skickade den nya brittiska regeringen honom till Köpenhamn för att försonas med danskarna efter Köpenhamns bombardemang. Merry blev sedan sänd som brittisk minister till Sverige 1808, en post från vilken han drog sig tillbaka redan 1809.